# Protutenkovska mina
Protutenkovska mina je vrsta nagazne mine sa svrhom uništavanja ili oštečenja vozila uključujući tenkove i oklopna borbena vozila. Na bojištu na kojem prevladavaju oklopna borbena vozila stvaranje prepreka ima veliku ulogu u svim borbenim planovima. Prirodne prepreke nisu uvijek na raspolaganju ili nisu dovoljne kako bi zadržale neprijatelja.
Umjetne prepreke mogu biti različite – kanali, rovovi, betonske konstrukcije, barijere,,klizava“ sredstva. Međutim, najuniverzalniji oblik prepreke, koji se najčešće rabi za pojačavanje prirodnih prepreka na bojištu, jesu protutenkovske mine. Kao protivoklopno oružje protutenkovske mine uglavnom djeluju na gusjenice i oklop poda.

## Vanjske poveznice
|  | Zajednički poslužitelj ima još gradiva o temi Protutenkovska mina |